# PJ Marsh

a Compétitions nationales et continentales officielles uniquement.

b Matchs officiels uniquement.
Peter-John « PJ » Marsh, né le 19 février 1980 à Calliope (Australie), est un joueur australien de rugby à XIII évoluant au poste de talonneur dans les années 2000. Au cours de sa carrière, il a connu les Queensland Maroons disputant le State of Origin. En club, il a joué aux Parramatta Eels, New Zealand Warriors et aux Brisbane Broncos.